# 多爾吉島

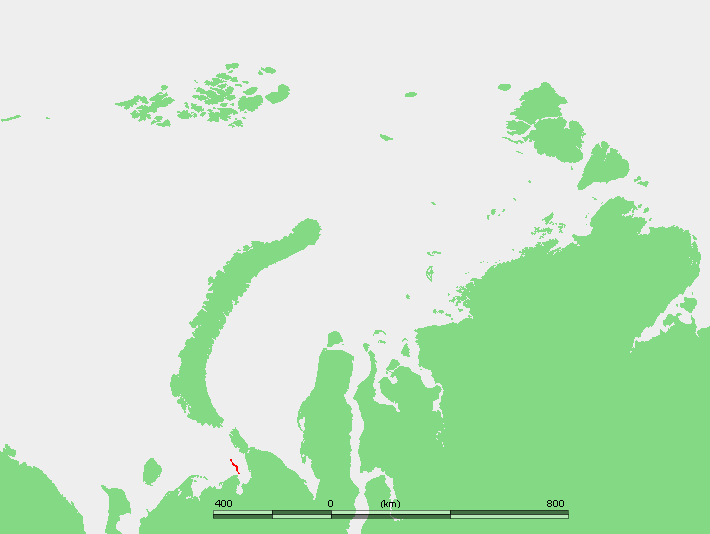
多爾吉島位置

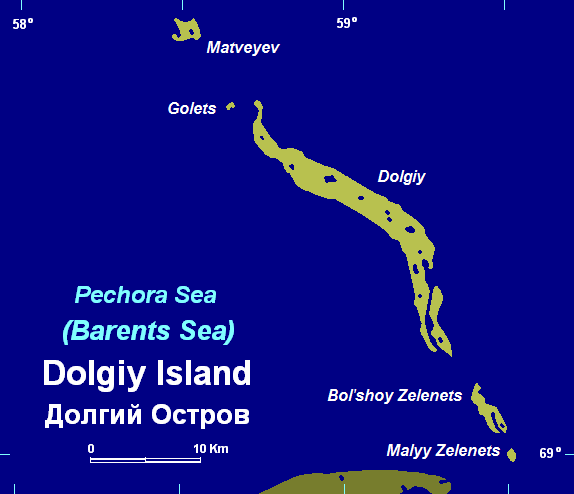
多爾吉島地圖

多爾吉島（俄语：остров До́лгий，意譯為「長島」）是俄羅斯的島嶼，位於伯朝拉海海普德爾灣東部離岸12公里處，由阿爾漢格爾斯克州的涅涅茨自治區負責管轄，小島形狀狹長，長38公里、闊2.8公里。
69°15′N 59°4′E / 69.250°N 59.067°E